# Marston Moretaine
Marston Moretaine är en ort och civil parish (benämnd Marston Moreteyne), Central Bedfordshire, Storbritannien. Den ligger i grevskapet Bedfordshire och riksdelen England, i den södra delen av landet, 70 km norr om huvudstaden London. Marston Moretaine ligger 44 meter över havet och antalet invånare är 3 109.
Terrängen runt Marston Moretaine är huvudsakligen platt. Marston Moretaine ligger nere i en dal. Runt Marston Moretaine är det tätbefolkat, med 276 invånare per kvadratkilometer. Närmaste större samhälle är Milton Keynes, 14,3 km väster om Marston Moretaine. Trakten runt Marston Moretaine består till största delen av jordbruksmark.